# Doppelt gespeiste Asynchronmaschine
Die doppelt gespeiste Asynchronmaschine (englisch Double fed induction generator (DFIG), englisch Double fed induction machine (DFIM) oder englisch Doubly-fed wound rotor asynchronous machine (DASM)) bezeichnet ein System aus Schleifringläufer-Asynchronmaschine mit läuferseitigem Frequenzumrichter zur Regelung der Drehzahl und der Blindleistung.

## Grundlagen

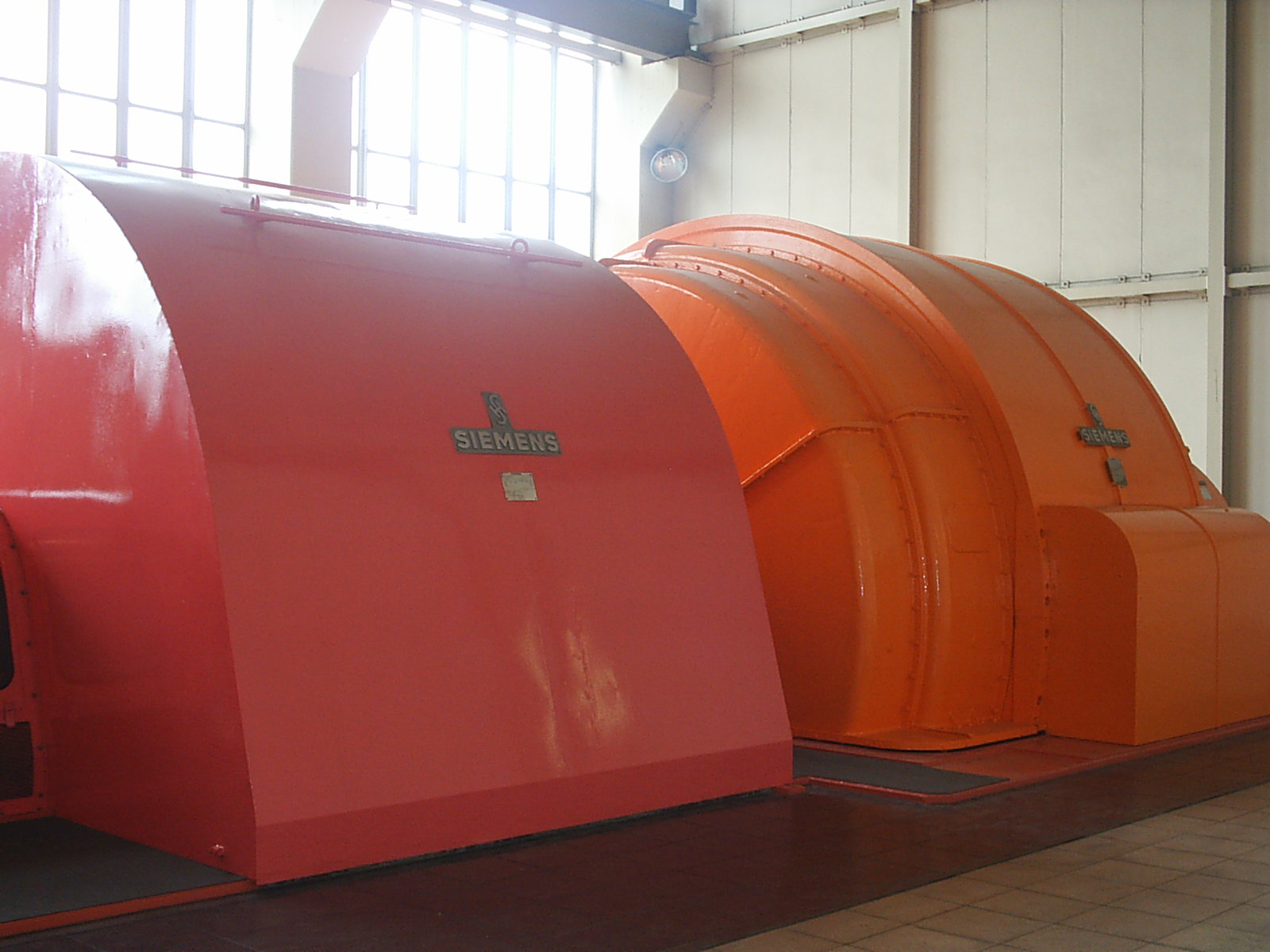
DASM (links) im Bahnstrom-Umformerwerk Karlsruhe, Leistung 25 MW

Bei Schleifringläufer-Maschinen kann die Schlupfleistung aus dem Läuferkreis über einen Stromrichter ins Netz zurückgespeist werden (übersynchroner Generatorbetrieb oder untersynchroner Motorbetrieb), oder es wird Leistung dem Läufer zugeführt (untersynchroner Generatorbetrieb oder übersynchroner Motorbetrieb). Diese Methode wird für große Antriebe mit begrenztem Drehzahlbereich verwendet, wie Windenergieanlagen, Kesselspeisepumpen, Pumpturbinen für Speicherkraftwerke oder Bahnstromumformer.

## Aufbau und Funktion

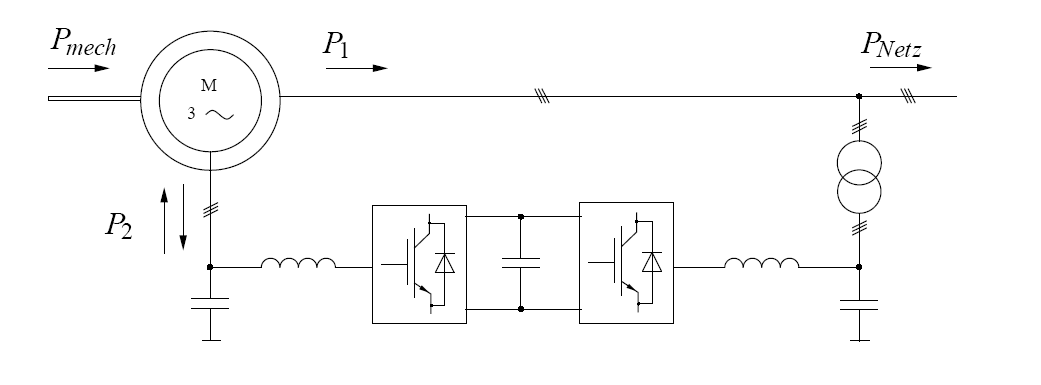
Prinzipielle Systemdarstellung

Die Asynchronmaschine ist am Ständer direkt mit dem Stromnetz verbunden. Der Frequenzumrichter im Läuferkreis wird heute meist in IGBT-Stromrichtertechnik aus 2- oder 3-Punktbrücken aufgebaut. Mit dem maschinenseitigen Umrichter werden aus dem Spannungszwischenkreis pulsartig sinusförmige Spannungen und Ströme variabler Frequenz und Amplitude in den Läuferkreis geschaltet. Am Zwischenkreis ist ein „Active Front End“ angeschlossen, ein selbstgeführter, aktiv geregelter Netzwechselrichter. Somit kann aus dem Läuferkreis Energie ins Netz zurückgespeist werden.
In der Vergangenheit wurde maschinenseitig auch eine Diodenbrücke zur Gleichrichtung und netzseitig eine Thyristorbrücke im Wechselrichterbetrieb eingesetzt. Diese Anordnung wird als untersynchrone Stromrichterkaskade (USK) bezeichnet. Eine USK kann jedoch nur unterhalb der synchronen Drehzahl motorisch betrieben werden. Am besten eignet sich der Einsatzbereich für den Antrieb mechanischer Lasten, wie Pumpen und Lüfter.

## Eigenschaften

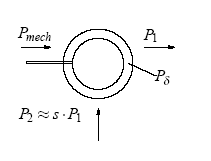
Hauptwirkleistungsfluss generatorisch untersynchron

Aufgrund der additiven Überlagerung von Ständer- und Läuferfeld wird die Drehzahl direkt durch die Frequenz der Läuferströme beeinflusst.
{\displaystyle n={\frac {f_{1}-f_{2}}{p}}}
Dabei bezeichnet {\displaystyle f_{1}} die Netz- bzw. Ständerfrequenz, {\displaystyle f_{2}} die Frequenz der Läuferströme und {\displaystyle p} die Polpaarzahl. Eine negative Frequenz kann als Umkehrung des Drehfeldes verstanden werden, dies tritt bei übersynchronen Drehzahlen auf. Die relative Differenz aus mechanischer und synchroner Winkelgeschwindigkeit, der Schlupf {\displaystyle s}, wirkt sich auch auf den Wirkleistungsfluss aus. Dieser wird durch das Gesetz über die Aufteilung der Luftspaltleistung {\displaystyle P_{\delta }} beschrieben:
{\displaystyle P_{1}=P_{\text{mech}}+\underbrace {s\cdot P_{1}} _{P_{2}}}
Geht man von einer verlustlosen Übertragung aus, ist die Leistung im Läufer, {\displaystyle P_{2}}, proportional zum Schlupf und der Ständerwirkleistung {\displaystyle P_{1}}. Bei der synchronen Drehzahl dreht sich also auch je nach Betriebsart der Wirkleistungsfluss im Läufer um.

## Betrieb
Durch das Einprägen einer gewünschten Läuferstromfrequenz kann die Drehzahl eingestellt werden. Benötigt man nur einen begrenzten Drehzahlstellbereich, wie beispielsweise bei Windenergieanlagen, kann der Umrichter wesentlich kleiner dimensioniert werden, weil nur die s-fache Ständerwirkleistung über den Umrichter geführt werden muss. Über die Vergrößerung der Amplitude des Läuferstroms können die Ständerblindströme verringert werden, da die Magnetisierungsblindleistung nicht mehr, wie beim Käfigläufer, ausschließlich vom Ständer her gedeckt werden muss. Die doppelt gespeiste Asynchronmaschine kann deshalb sogar induktive Blindleistung abgeben, also als Kondensator wirken (zum Beispiel als dynamischer Phasenschieber im
Pumpspeicherwerk Goldisthal).
Bei einer Stromregelung im Läuferkreis, wie es meist der Fall ist, würde sich die doppelt gespeiste Asynchronmaschine stationär genau wie eine drehzahlvariable Synchronmaschine verhalten.
In der Praxis wird für die dynamische Wirk- und Blindleistungsregelung das Prinzip der Feldorientierung angewendet. Der Schleifringapparat ist bei doppeltgespeisten Induktionsmaschinen ein erheblicher Nachteil gegenüber Antrieben oder Asynchrongeneratoren mit Kurzschlussläufer.

## Anwendung

Umrichterleistung
Vergleich bei WKA mit verschiedenen Generatortypen

Hauptanwendungsgebiet der doppelt gespeisten Asynchronmaschine ist die Stromerzeugung aus Windenergie. Obwohl bereits die Windkraftanlage Growian über eine derartige Technik verfügte, wird diese Technik auch aktuell noch (2013) in vielen neuen Windenergieanlagen verwendet. Für Offshore-Windenergieanlagen macht sich zwar der kleinere Umrichter vorteilhaft bemerkbar, die Schleifringe sind allerdings wartungsanfällig. Insofern ist noch nicht abzusehen, welche Technik sich langfristig durchsetzen wird.
Im Jahr 2004 gingen die größten derartigen Kaskadenantriebe in Europa mit einer installierten Leistung von 340 MVA (325 MW im Motorbetrieb / 265 MW im Generatorbetrieb) und einer Drehzahlverstellung von (−10 … +4 %) in Betrieb. Diese derzeit leistungsstärksten drehzahlvariablen Asynchronmaschinen in Deutschland werden im Pumpspeicherkraftwerk im thüringischen Goldisthal betrieben. Die beiden Motor-Generatoren der Anlage haben eine Nennleistung von 265 MW, wobei bei vollem Oberbecken und damit maximaler Fallhöhe Leistungen von mehr als 300 MW erreicht werden.
Von 1985 bis 1990 dienten 5 doppelt gespeiste Asynchronmaschinen im Umspannwerk Neuhof zum Energieaustausch zwischen dem ostdeutschen und dem westdeutschen Stromnetz.
Ein weiterer Einsatzbereich ist der Betrieb von Wellengeneratoren auf Schiffen, die keine Verstellpropeller verwenden. Sie zeigen hier einen größeren nutzbaren Drehzahlbereich als Synchrongeneratoren mit nachgeschaltetem Frequenzumrichter.

## Vor- und Nachteile
Die doppelt gespeiste Asynchronmaschine vereinigt die Vorteile der Asynchronmaschine und der Synchronmaschine.
Vorteile
- drehzahlvariabler Betrieb
- getrennte Regelung der Blindleistung und der Wirkleistung
- Geringe Verluste im Vergleich zur Lösung mit Vollumrichter

Nachteile
- Schleifringe
- Sensibel gegenüber Netzstörungen

## Gesetzliche Bestimmungen und sonstige Regelwerke
- EN 60 034 Teil 1 Allgemeine Bestimmungen für umlaufende elektrische Maschinen
- EN 60 034 Teil 8 Anschlussbezeichnungen und Drehsinn für elektrische Maschinen
- DIN IEC 34 Teil 7 Bauformen umlaufende elektrische Maschinen
- EN 60034-5 Schutzarten umlaufender elektrischer Maschinen
- EN 60034-6 Kühlarten, drehende elektrische Maschinen
- DIN IEC/TS 60034-25 (VDE 0530 Teil 25) Leitfaden für den Entwurf und das Betriebsverhalten von Induktionsmotoren, die speziell für Umrichterbetrieb bemessen sind